# Triphora compsa
Triphora compsa är en snäckart som beskrevs av Dall 1927. Triphora compsa ingår i släktet Triphora och familjen Triphoridae. Inga underarter finns listade i Catalogue of Life.